# Adolf-Dassler-Statue

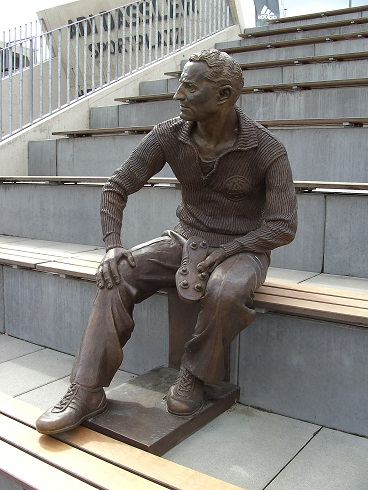
Skulptur von Adolf Dassler im Adi-Dassler-Stadion Herzogenaurach, Bildhauer Josef Tabachnyk, Bronze, 2006

Die Adolf-Dassler-Statue ist eine lebensgroße Skulptur, die im Mai 2006 auf dem Gelände des Adi-Dassler-Stadions in Herzogenaurach aufgestellt wurde. Sie stellt Adolf Dassler dar, den Gründer der Sportartikelfirma Adidas, und wurde vom Bildhauer Josef Tabachnyk geschaffen. Die Statue sitzt wie ein Zuschauer auf der Tribüne des Stadions.
Die lebensgroße Bronzestatue wurde reproduziert und steht jetzt auch im neuen 'Flagship Adidas Store' in New York City, das weltweit das größte Adidasgeschäft ist. Die Eröffnung der Skulptur in New York City fand am 1. Dezember 2016 statt. Seit Januar 2019 steht ein weiteres Original der Statue bei dem Eingang des Adidas-Store an 22 Avenue des Champs-Élysées in Paris.